# هيثم دبور (مؤلف)
هيثم دبور (مواليد سنة 1986) هو كاتب وصحفي وكاتب سيناريو وشاعر مصري، له العديد من المؤلفات في القصة القصيرة والشعر، وكذلك شارك في كتابة عدد من البرامج الساخرة الناجحة والأفلام القصيرة والتسجيلية والطويلة.

## عن الكاتب
تخرج في كلية الإعلام جامعة القاهرة، اهتم بصناعة الكتب والنشر في العالم العربي بشكل كبير، كان أول من قدم إعلانا مصورا لكتبه من خلال كتاب «أول مكرر» ثم كليبات مصورة في «أزمة منتصف العمر 23 سنة»  وأخرجهما المخرج كريم الشناوي، وانتشرت الظاهرة بعده بشكل كبير، قدم مع كتاب مادة 212 فيلما تسجيليا سبق الكتاب وأخرجه المخرج كريم الشناوي، وحقق صدى واسع في المشاهدة وعرض في أكثر من محطة فضائية مثل بي بي سي والتلفزيون الألماني والجزيرة ودريم، كما عرض في أكثر من مهرجان حول العالم وترجم للإنجليزية.
كان كتابه مادة 212 الكتاب الأول في الوطن العربي الذي تطبق دار الشروق طريقة البيع مقدما، أو البيع عن طريق الحجز وهي الطريقة المعمول بها في الخارج، وحققت الطريقة نجاحا ملموسا دفعت الدار لتكرار التجربة فيما بعد.
له عدد من التجارب في كتابة البرامج التلفزيونية الناجحة، مثل «نشرة أخبار الخامسة والعشرون»، وتوك شو العرائس «شيكا بيكا» و Saturday Night Live  بالعربي، وله عدة تجارب سينمائية بأفلام قصيرة وتسجيلية نالت عددا من الجوائز في مهرجانات السينما حول العالم، مثل مهرجان فينيسا وأوسلو، ويعد «فوتوكوبي» فيلمه الطويل الأول، وهو بطولة محمود حميدة وشيرين رضا وبيومي فؤاد، ومن إخراج تامر عشري.وفيلمه الثاني «عيار ناري» بطولة أحمد الفيشاوي؛ محمد ممدوح؛ روبي؛ أحمد مالك وإخراج كريم الشناوي

## مؤلفاته
- «وبعدها» - ديوان بالعامية المصرية - دار هلا - 2005
- «بكرة مش مهم الساعة كام» - ديوان بالعامية المصرية - دار ملامح -  2008
- «أول مكرر» - كتاب تعليمي ساخر - دار الشروق - 2009
- «أزمة منتصف العمر 23 سنة» - ديوان شعر- دار العين - 2010
- مادة 212 - كتاب دستوري ساخر - دار الشروق 2010
- «حالة المصري.. بشر وبواقي حياة» - ديوان شعر - الدار المصرية اللبنانية - 2011
- «ضهر الفرس» - مجموعة قصصية - دار الشروق - 2012
- «يأكلهن سبعٌ عجاف» - ديوان شعر - دار الشروق - 2013
- «إشي خيال» - مجموعة قصصية - دار الرواق - 2014

## التلفزيون والراديو
- برنامج الخيمة - قناة دريم - رمضان 2007.
- برنامج شبابيك -  قناة دريم مارس 2006 -  يونيو 2008.
- برنامج الكنز المفقود - قناة اقرأ رمضان-  2008.
- شارك في وضع الشكل الجديد لنجوم إف إم - 2009.
- نشرة أخبار الخامسة والعشرون/الموسم الثاني - 2009.
- الكابوس -سيد أبو حفيظة-/ الموسم الثالث - 2009.
- البيت بيتك - 2009
- شيكا بيكا - الموسم الأول - 2011
- شيكا بيكا - الجزء الثاني - 2015
- Saturday Night Live بالعربي - الموسم الأول والثاني والثالث

## السينما
- تحرير 2011: الطيب والشرس والسياسي - تسجيلي (معالجة وإعداد) - 2011[5][6]
- مادة 212 - تسجيلي عن كتاب يحمل نفس الاسم - 2012
- بهية - روائي قصير- سيناريو وحوار - 2013
- فردي[7] - روائي قصير - قصته وسيناريو وحوار- 2013
- فوتوكوبي[8] - روائي طويل بطولة محمود حميدة وشيرين رضا - 2017
- ـعايش - روائي طويل - غير منتج
- عيار ناري - 2018
- وقفة رجالة - 2021

## الجوائز
- فاز فيلمه «التحرير 2011» بجائزة اليونسكو من مهرجان فينسيا، وأفضل فيلم في مهرجان أوسلو[6]
- جائزة مصطفى وعلي أمين عن أفضل موقع إخباري صحفي عام 2013
- القائمة القصيرة لجائزة ساويرس أفضل سيناريو 2014 عن سيناريو «فوتوكوبي»[9]
- جائزة أحمد فؤاد نجم لشعر العامية عام 2014 عن ديوانه «يأكلهن سبع عجاف»[10]
- الجائزة الأولى، في جائزة ساويرس للسيناريو عن فيلم «ـعايش»[2][11]

## من أعماله الأخرى
- مسرحية«23 ب ش شبرا» ساقية الصاوي ديسمبر 2005.

## روابط خارجية
- هيثم دبور على موقع الدهليز
- هيثم دبور على موقع قاعدة بيانات الأفلام العربية